# Maurice Palmade
Maurice Palmade, född 4 oktober 1886, död 3 januari 1955, var en fransk jurist och politiker.
Palmade var juris professor vid universitet i Bordeaux, blev deputerad 1919 som radikalsocialist och var budgetminister under Camille Chautemps 1930-31 och under Édouard Herriot 1932.